# Nyakaruruma
Nyakaruruma är ett vattendrag i Burundi.   Det ligger i provinsen Gitega, i den centrala delen av landet, 70 km sydost om huvudstaden Bujumbura.
Omgivningarna runt Nyakaruruma är en mosaik av jordbruksmark och naturlig växtlighet. Runt Nyakaruruma är det ganska tätbefolkat, med 192 invånare per kvadratkilometer.